# دوفليتجان ياجشيمورادوف
دولت جان يخشي مراودوف(بالروسية: Довлетджан Ягшимурадов؛ مواليد 22 مايو 1989) هو مُقاتل فنون قتالية مختلطة تركماني.

## وصلات خارجية
- دوفليتجان ياجشيمورادوف على موقع بيلاتور (الإنجليزية)
- دوفليتجان ياجشيمورادوف على موقع شيردوغ (الإنجليزية)
- دوفليتجان ياجشيمورادوف على موقع Tapology.com (الإنجليزية)